# Professor Lima
José Lima dos Santos Filho, mais conhecido como Professor Lima (São Luís, 20 de maio de 1959) é um professor e político brasileiro filiado ao Partido Comunista do Brasil (PCdoB). Foi deputado estadual (2003–2011).

## Carreira política
Começou a carreira política ao ser eleito deputado estadual em 2002, sendo reeleito em 2006.
Na campanha de 2002, o PGT oficializou o apoio à candidatura de Ricardo Murad, integrando sua coligação que reunia dois partidos. Contrariando a decisão do PGT, Lima decide fazer dobradinha com Cléber Verde (à época pelo PAN). Conseguiu ser eleito deputado estadual à época pelo PGT. Cassado pelo TSE em 25 de setembro de 2002, Ricardo Murad teve seus votos anulados, o que facilitou a vitória de José Reinaldo Tavares sobre Jackson Lago.